# Mosca MB
Il Mosca MB (in russo Моска МБ?) fu un aereo da ricognizione,  monomotore e monoplano, sviluppato dall'azienda russo imperiale "Cantiere Aeronautico Moscovita Francesco Mosca" negli anni dieci del XX secolo.

## Storia del progetto
Trasferitosi in Russia nel corso del 1914, l'ingegnere Francesco Mosca lavorò dapprima per la Dux e poi fondò il "Cantiere Aeronautico Moscovita Francesco Mosca", situato nella capitale al civico 21 della Petrogradsky Chaussee. Qui realizzò, in collaborazione con il progettista Bystritsky, due tipi di aereo, il ricognitore MB e il caccia MBbis.
Il progetto del ricognitore MB destò subito l'interesse della Direzione del Genio Militare russo, che in data 30 giugno 1915 ne ordinò un primo prototipo al costo di 15 000 rubli dell'epoca. Il prototipo andò in volo per la prima volta nel luglio dello stesso anno, e il 29 ottobre seguì un primo ordine per la costruzione di ulteriori 10 esemplari di serie destinati all'uso come ricognitore, al costo di 90 000 rubli.

## Descrizione tecnica
Il ricognitore MB era un monomotore, monoplano, biposto. La configurazione alare monoplana, prevedeva un'ala alta, con le semiali direttamente collegate alla fusoliera tramite cerniere e spinotti che si potevano rimuovere con facilità al fine di consentire rapidamente il loro ripiegamento lungo i fianchi della fusoliera. Tale tecnica permetteva di trasportare velocemente l'aereo, tramite traino da un'autovettura, da un aeroporto all'altro utilizzando le normali strade.
Il carrello d'atterraggio era un semplice biciclo anteriore fisso caratterizzato da ruote di grande diametro collegate tra loro da un assale rigido ed alla fusoliera da un castello tubolare, integrato posteriormente da un pattino d'appoggio collocato sotto la coda.
La propulsione era basata su un motore rotativo Gnome Oméga a 7 cilindri raffreddati ad aria erogante la potenza di 50 hp (37,3 kW), collocato all'interno di una cappottatura aerodinamica in alluminio al vertice anteriore della fusoliera ed abbinato ad un'elica bipala a passo fisso.

## Impiego operativo
Le consegne ai reparti iniziarono nel corso dei primi mesi del 1916, e il loro esordio in combattimento avvenne nella primavera di quell'anno. Il modello rimase in uso fino al 1918.

## Utilizzatori
Impero russo
- Imperatorskij voenno-vozdušnyj flot

 RSFS Russa
- Raboče-Krest'janskij Krasnyj vozdušnyj flot

### Annotazioni
1. ↑  Per tale ragione l'aereo è talvolta indicato con il nome "Mosca-Bytritsky", da cui la sigla "MB"
2. ↑  Il 26 maggio 1916 l'asso russo Ivan Orlov su un MB abbatté un aereo da ricognizione austro-ungarico Lloyd C.II.

### Fonti
1. 1 2 3  War is Over.
2. 1 2  Ciampaglia 1999, p. 95.
3. 1 2 3 4 5 6 7  Ciampaglia 1999, p. 96.
4. 1 2 3 4 5 6 7 8 9  Уголок неба.